# Гусейнов, Ровшан Шамиль оглы
Ровша́н Шами́ль оглы́ Гусе́йнов (азерб. Rövşən Şəmil oğlu Hüseynov; 22 февраля 1967, Кузанлы, Агдамский район — 11 мая 1992, Маргушеван, Агдеринский район) — Национальный герой Азербайджана (1994).

## Биография
С 1984 года, окончив среднюю школу, работал в Агдамском Доме культуры.
С 1985 года учился на физическом факультете Азербайджанского государственного университета (с перерывом в 1985—1987, когда служил в армии).
В феврале-марте 1992 года по его инициативе 20 студентов Бакинского университета проходили военную подготовку, по окончании которой, до завершения обучения в университете, были направлены в зону Карабахского конфликта.
Взвод студентов служил в воинской части № 703. В бою за Холандагские высоты 28 апреля — 2 мая Р. Ш. Гусейнов и его взвод уничтожили два бронетранспортёра и много живой силы врага; противнику не удалось занять Холандагские высоты.
11 мая 1992 года в бою за Маргушеван взвод Р. Ш. Гусейнова деблокировал бойцов Мингечевирского отряда, но сам оказался в окружении. Р. Ш. Гусейнов, открыв пулемётный огонь, связал силы противника и дал взводу возможность выйти из окружения, но сам погиб.
Женат не был. Похоронен в посёлке Кузанлы.

## Награды
- звание Национальный герой Азербайджана (16.11.1994, посмертно)[1][К 1].

## Память
Бюст Р. Ш. Гусейнова установлен в Бакинском государственном университете.

## Комментарии
1. ↑  Указ Президента Азербайджанской Республики № 202.